# Старший сержант
Старший сержант — військове звання в Збройних силах України та багатьох інших країн, за рангом нижче за головного сержанта і вище за сержанта.
В категорії військовослужбовців корабельного складу Військово-морських сил України званню «старший сержант» відповідає звання головний старшина.
В арміях різних країн світу званню старший сержант можуть відповідати різні військові звання (як штаб-сержанти так і оберфельдфебелі).

## Україна

### Звання в Збройних Силах України
Збройні сили України які утворилися в 1991 році внаслідок розпаду СРСР, перейняли радянський зразок військових звань, а також радянських знаків розрізнення.
В Українській армії було три сержантських звання молодший сержант, сержант, старший сержант. Звання старшого сержанта було з них найстаршим за рангом. Старший сержант був вище зі рангом від сержанта, та нижче від старшини. Знаками розрізнення старшого сержанта була одна широка стрічка на погоні (знаки розрізнення перейняті від Радянської армії і які були введені в ній в 1943 році).

#### Зміни 2009 року
В 2009 році була зроблена спроба зміни знаків розрізнення військовослужбовців Збройних сил України. Ці нововведення були спрямовані на наближення до стандартів НАТО. Стрічки на погонах сержантського та старшинського складу повинні були замінені на знаки розрізнення у вигляді певної кількості кутів. Слід зауважити, що знаки розрізнення прапорщиків повинні були наближені до сержантського складу (раніше мали знаки розрізнення подібні до офіцерів). Знаками розрізнення старшого сержанту за цими нововведеннями ставали чотири кути на погоні.
Експериментальні знаки розрізнення 2009 року повністю не набули широкого вжитку. Якщо система знаків розрізнення офіцерського корпусу не змінилася, то пропозиція 2009 року для сержантського та старшинського складу ВПС здобула широке визнання.

#### Реформа2016року
5.07.2016 року був затверджений Президентом України «Проєкт однострою та знаки розрізнення Збройних Сил України», де серед іншого були розглянуті зміни серед військових звань та нові знаки розрізнення військовослужбовців. Кількість сержантських звань повинна була значно розширитися, так за Проєктом кількість сержантських звань налічувала сім (сержант, старший сержант, головний сержант, штаб-сержант, головний штаб-сержант, майстер-сержант, головний майстер-сержант). Звання молодшого сержанта замінювалося на звання капрал. Здебільшого нововведенні знаки розрізнення сержантського та старшинського складу були побудовані на основі знаків розрізнення 2009 року.
18.07.2017 року виходить наказ Міністерства оборони України № 370 «Про затвердження Зразків військової форми одягу та загальних вимог до знаків розрізнення військовослужбовців та ліцеїстів військових ліцеїв», де частково затверджуються нововведення 2016 року. Так вводилися перехідні знаки розрізнення зі збереженням старих військових звань зразку 1991 року. Старший сержант отримав по чотири кути на погон.

#### Зміни2019року
В 2019 році Верховна рада України, затвердила законопроєкт яким скасовувалися звання прапорщик та мічман, а також вводилися нові сержантські звання. Так до сержантського та старшинського складу входили звання: молодший сержантський та старшинський склад (молодший сержант, сержант), старший сержантський та старшинський склад (старший сержант, перший сержант, штаб-сержант), вищий сержантський та старшинський склад (майстер-сержант, старший майстер-сержант, головний майстер-сержант).

#### Реформа2020року
30.06.2020 року виходить наказ Міністерства оборони України № 238 «Про внесення змін до наказу Міністерства оборони України від 20 листопада 2017 року N 606», де фігурують нові сержантські звання та надано опис знаків розрізнення.
4 листопада 2020 року виходить наказ Міністерства оборони України № 398 «Про затвердження Змін до Правил носіння військової форми одягу та знаків розрізнення військовослужбовцями Збройних Сил України, Державної спеціальної служби транспорту та ліцеїстами військових ліцеїв», де серед іншого надавався опис знаків розрізнення та опис одностроїв, а також надано зображення знаків розрізнення.
До сержантського та старшинського складу входять військові звання: молодший сержант, сержант, старший сержант, головний сержант, штаб-сержант, майстер-сержант, старший майстер-сержант, головний майстер-сержант. Знаки розрізнення побудовані на комбінації шевронів (кутів) та дугових шевронів, які розміщені на погоні. Знаками розрізнення старшого сержанта залишилися чотири кути на погоні.
Попередні знаки розрізнення старшого сержанта, Україна
|                |                |                |
| 1991-2016      | 1991-2016      | 2009-2016      |
| Сухопутні сили | Повітряні сили | Повітряні сили |

### Правоохоронні органи України
Однією з країн, що в 1991 році залишили міліційну систему правоохоронних органів стала Україна. Серед спеціальних звань української міліції, збереглося і звання старший сержант міліції.
Після отримання в 1991 році Україною незалежності, перший час в міліції використовувався однострій радянської міліції. Як і в збройних силах у міліції знаками розрізнення старшого сержанта була одна широка стрічка на погоні (чи металізована прямокутна плитка).
Постановою Верховної Ради України від 22 квітня 1993 р. № 3135-XII «Про спеціальні звання, формений одяг та знаки розрізнення в органах внутрішніх справ України» встановлені спеціальні звання для осіб начальницького та рядового складу органів внутрішніх справ.
Згідно з наказом МВС України № 535 від 24 травня 2002 року «Про затвердження Правил носіння форменого одягу та знаків розрізнення особами начальницького і рядового складу органів внутрішніх справ, військовослужбовцями спеціальних моторизованих військових частин міліції внутрішніх військ Міністерства внутрішніх справ України» були переглянуті знаки розрізнення та однострої. Знаками розрізнення сержантського та старшинського складу стають кути на погоні. Старший сержант міліції мав на кожному погоні по одному широкому куту.
2 липня 2015 року згідно зі ст. 80 розділу VII («Загальні засади проходження служби в поліції») Закону України «Про Національну поліцію», були встановлені спеціальні звання поліції. Нові звання дещо відрізняються від попередніх спеціальних звань міліції, звання старший сержант поліції належить до молодшого класу. Згідно з розділом ХІ «Прикінцеві та перехідні положення» при переатестації працівники міліції, що мали спеціальні звання: старший сержант міліції, старшина міліції, прапорщик міліції та старший прапорщик міліції — отримують спеціальне звання старший сержант поліції. Старші сержанти поліції отримали чотири кути на погон (як старший сержант ЗСУ).

## Аналог звання в різних державах
В арміях інших країн військове звання «старший сержант» умовно можливо порівняти зі званнями:
- Велика Британія
  - штаб-сержант Армії Великої Британії (англ. Staff Sergeant (SSgt))
- Ізраїль
  - штаб-сержант Армії Ізраїлю (Samál rishón)
- Німеччина
  - оберфельдфебель Бундесверу ФРН нім. Oberfeldwebel
- Сербія
  - старий водник (Старији водник)
- США
  - штаб-сержант Армії США (англ. Staff Sergeant (SSG) або сержант першого класу (англ. Sergeant First Class) (SFC) (U.S. Army)
  - штаб-сержант морської піхоти США (англ. Staff Sergeant (SSgt) (U.S. Marine Corps)
  - штаб-сержант ВПС США (англ. Staff Sergeant (SSgt) (U.S. Air Force)

Знаки розрізнення старшого сержанта

Шеврон штаб-сержанта морської піхоти США
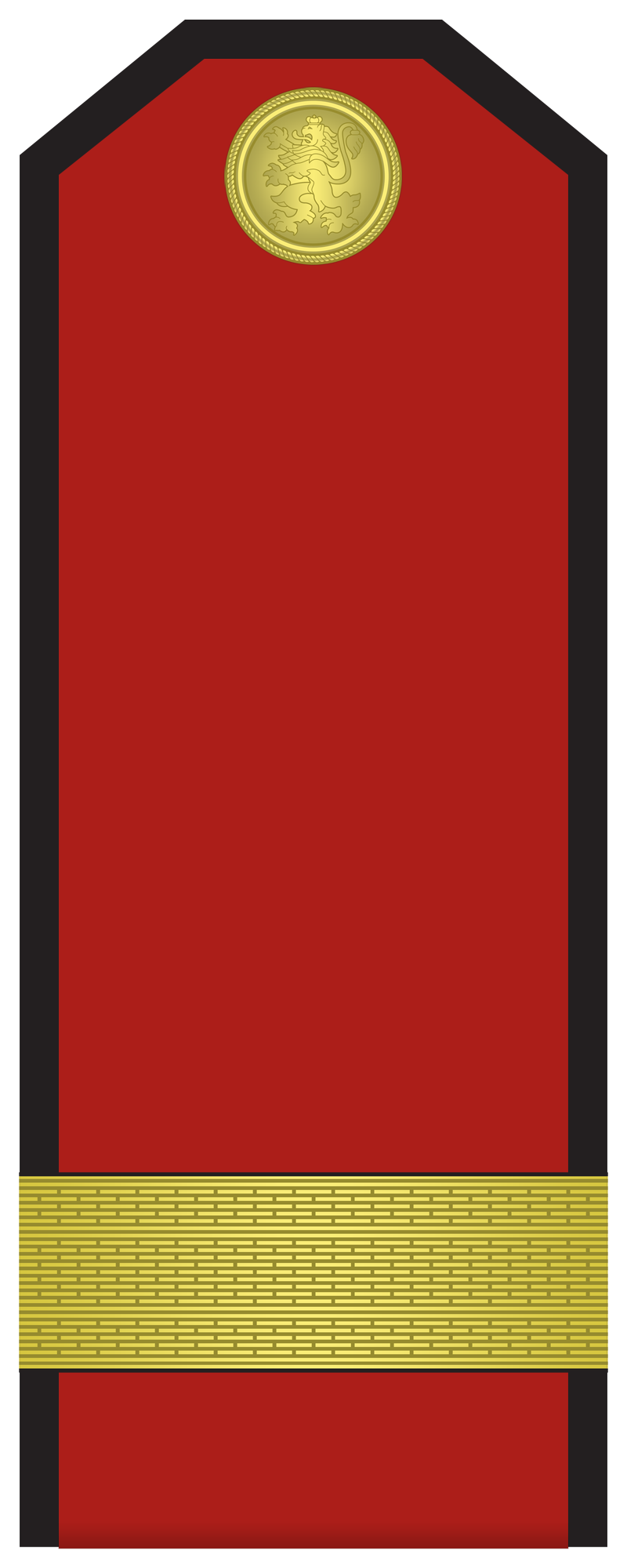
Погон старшого сержанта Збройних сил Болгарії
Погон старшого сержанта радянської армії (СРСР)
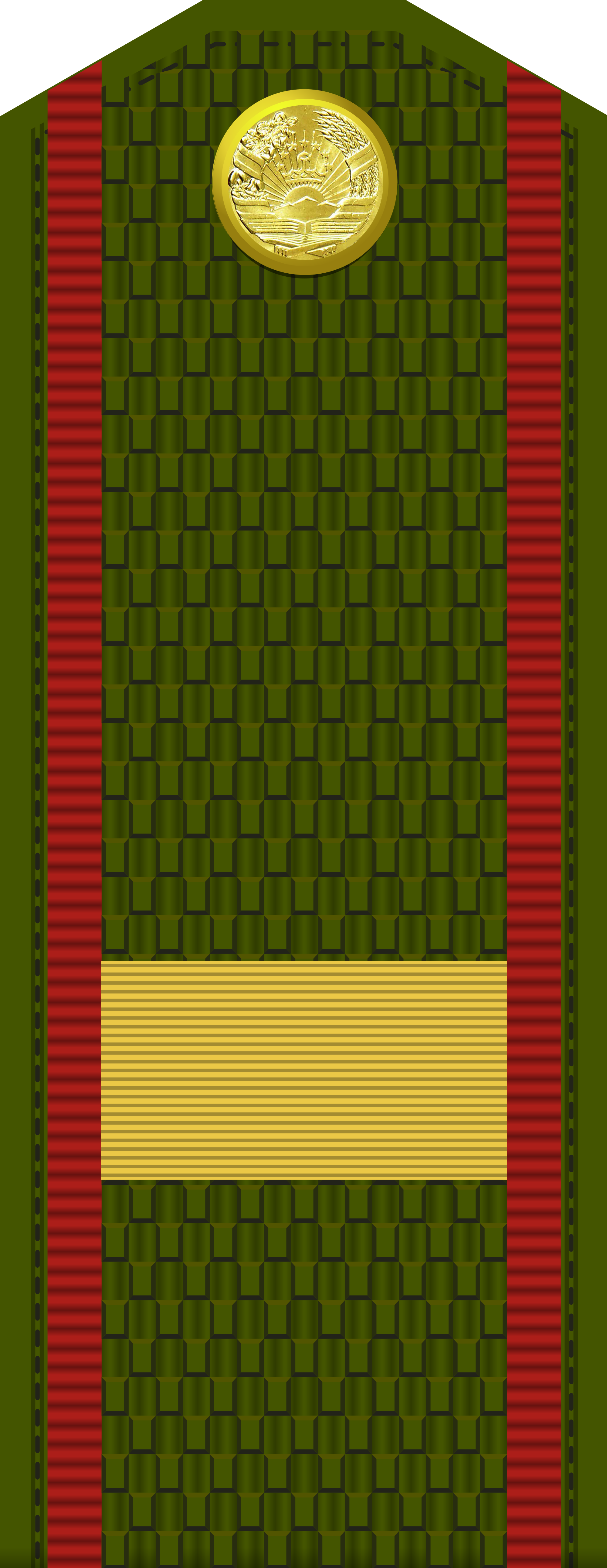
Погон старшого сержанта Збройних сил Таджикистану
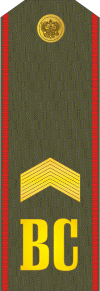
Погон старшого сержанта Збройних сил Росії (1994-2010)

| Нижче за рангом: Сержант | Збройні сили України Старший сержант | Вище за рангом: Старшина (1991—2020)      |
| Нижче за рангом: Сержант | Збройні сили України Старший сержант | Вище за рангом: Головний сержант (з 2020) |